# Himno Nacional (Uruguay)
Himno Nacional (Quốc ca) là quốc ca của Uruguay.

## Nguyên văn tiếng Tây Ban Nha
Phiên bản được sử dụng chính thức
| Lời tiếng Tây Ban Nha | Dịch thơ |
| --- | --- |
| 𝄆 ¡Orientales, la Patria o la Tumba! ¡Libertad o con gloria morir! 𝄇 𝄆 ¡Es el voto que el alma pronuncia, Y que heroicos sabremos cumplir! 𝄇 ¡Que sabremos cumplir! ¡Es el voto que el alma pronuncia, Y que heroicos sabremos cumplir! ¡Que sabremos cumplir! 𝄆 ¡Sabremos cumplir! 𝄇 ¡Sabremos cumplir! 𝄆 ¡Libertad, libertad, orientales! Este grito a la Patria salvó. Que a sus bravos en fieras batallas De entusiasmo sublime inflamó. 𝄇 De este don sacrosanto la gloria Merecimos: ¡tiranos, temblad! 𝄆 ¡Tiranos, temblad! 𝄇 Libertad en la lid clamaremos, Y muriendo, ¡también libertad! Libertad en la lid clamaremos, 𝄆 Y muriendo, ¡también libertad! 𝄇 𝄆 ¡También libertad! 𝄇 𝄆 ¡Orientales, la Patria o la Tumba! ¡Libertad o con gloria morir! 𝄇 𝄆 ¡Es el voto que el alma pronuncia, Y que heroicos sabremos cumplir! 𝄇 ¡Que sabremos cumplir! ¡Es el voto que el alma pronuncia, Y que heroicos sabremos cumplir! ¡Que sabremos cumplir! 𝄆 ¡Sabremos cumplir! 𝄇 ¡Sabremos cumplir! | 𝄆 Ôi người phương Đông, hãy cùng nhau hô vang:, Tổ quốc tự do hay chết trong vinh quang! 𝄇 𝄆 Lời thề ấy khắc sâu trong tim, Mà ta nhất quyết phải thực hiện! 𝄇 Ta quyết phải thực hiện! Lời thề ấy khắc sâu trong tim, Mà ta nhất quyết phải thực hiện!. Ta quyết phải thực hiện! 𝄆 Ta quyết phải thực hiện! 𝄇 Ta quyết phải thực hiện! 𝄆 Tự do, Tự do, người phương Đông hỡi! Lời thề ấy đã cứu nguy cho Tổ quốc ta! Nó đã hun đúc lòng hăng hái và dũng cảm Của nhân dân ta trong nhũng cuộc chiến khốc liệt. 𝄇 Ta xứng đáng với vinh quang Thượng đế ban tặng Hãy làm kinh hãi quân thù kia! 𝄆 Kẻ thù kinh hãi ta 𝄇 Ôi tự do, ta khóc vì Người! Và vì Người, ta quyết hy sinh! Tự do ơi, ta khóc vì Người! 𝄆 Và vì Người, ta quyết hy sinh! 𝄇 𝄆 Vì Người mà quyết tử! 𝄇 𝄆 Ôi người phương Đông, hãy cùng nhau hô vang:, Tổ quốc tự do hay chết trong vinh quang! 𝄇 𝄆 Lời thề ấy khắc sâu trong tim, Mà ta nhất quyết phải thực hiện! 𝄇 Ta nhất định phải thực hiện! 𝄆 Lời thề ấy khắc sâu trong tim, Mà ta nhất quyết phải thực hiện! 𝄇 Ta nhất định phải thực hiện! 𝄆Ta nhất định phải thực hiện! 𝄇 Ta nhất định phải thực hiện! |

Phiên bản đầy đủ
Orientales, la Patria o la tumba.
 
Libertad, o con gloria morir.

Orientales, la Patria o la tumba.

Libertad, o con gloria morir.
Es el voto que el alma pronuncia,

y que heroicos, sabremos cumplir.

Es el voto que el alma pronuncia,

y que heroicos, sabremos cumplir.

Que sabremos cumplir.

Sabremos cumplir!

sabremos cumplir!

sabremos cumplir!
¡Libertad, libertad, Orientales!

Este grito a la patria salvó.

Y a sus bravos, en fieras batallas,

De entusiasmo sublime inflamó.
¡Libertad, libertad, Orientales!

Este grito a la patria salvó.

Y a sus bravos, en fieras batallas,

De entusiasmo sublime inflamó.
De este don sacrosanto la gloria merecimos

Tiranos ¡temblad!

Tiranos ¡temblad!

Tiranos ¡temblad!

Ah!
¡Libertad! en la lid clamaremos

Y muriendo, también ¡Libertad!

Libertad en la lid clamaremos

y muriendo, también ¡Libertad!!

y muriendo, también ¡Libertad!!

También ¡Libertad!

También ¡Libertad!
Orientales, la Patria o la tumba.

Libertad, o con gloria morir!
Orientales, la Patria o la tumba.

Libertad, o con gloria morir!
Es el voto que el alma pronuncia,

y que heroicos, sabremos cumplir.

que sabremos cumplir.
Es el voto que el alma pronuncia,

y que heroicos, sabremos cumplir.

Que sabremos cumplir
Sabremos cumplir!

Sabremos cumplir!

Sabremos cumplir!
Letra del himno nacional de la República Oriental del Uruguay (versión original)
Letra: Francisco Acuña de Figueroa
Música: Francisco José Debali
CORO
Orientales la Patria o la Tumba!

Libertad o con gloria morir!

Es el voto que el alma pronuncia,

Y que heroicos sabremos cumplir!
I
Libertad, libertad Orientales!

Ese grito a la Patria salvó

Que a sus bravos en fieras batallas

De entusiasmo sublime inflamó.

De este don sacrosanto la gloria merecimos

tiranos temblad!

Libertad en la lid clamaremos,

Y muriendo, también libertad!
II
Dominado la Iberia dos mundos

Ostentaba sus altivo poder,

Y a sus plantas cautivo yacía

El Oriente sin nombre ni ser;

Mas, repente sus hierros trozando

Ante el dogma que Mayo inspiró,

Entre libres, déspotas fieros,

Un abismo sin puente se vio.
III
Su trozada cadena por armas,

Por escudo su pecho en la lid,

De su arrojo soberbio temblaron

Los feudales campeones del Cid:

En los valles, montañas y selvas

Se acometen con muda altivez,

Retumbando con fiero estampido

Las cavernas y el cielo a la vez.
IV
El estruendo que en torno resuena

De Atahualpa la tumba se abrió,

Y batiendo sañudo las palmas

Su esqueleto, venganza! gritó:

Los patriotas el eco grandioso

Se electrizan en fuego marcial,

Y en su enseña más vivo relumbra

De los Incas el Dios inmortal.
V
Largo tiempo, con varia fortuna,

Batallaron liberto, y señor,

Disputando la tierra sangrienta

Palmo a palmo con ciego furor.

La justicia, por último, vence

Domeñando las iras de un Rey;

Y ante el mundo la Patria indomable

Inaugura su enseña, y su rey.
VI
Orientales, mirad la bandera,

De heroísmo fulgente crisol;

Nuestras lanzas defienden su brillo,

Nadie insulte la imagen del sol!

De los fueros civiles el goce

Sostengamos; y el código fiel

Veneremos inmune y glorioso

Como el arca sagrada Palestina.
VII
Porque fuese más alta tu gloria,

Y brillasen tu precio y poder,

Tres diademas, ho Patria, se vieron

Tu dominio gozar, y perder.

Libertad, libertad adorada,

Mucho cuestas tesoro sin par!

Pero valen tus goces divinos

Esa sangre que riega tu altar
VIII
Si a los pueblos un bárbaro agita,

Removiendo su extinto furor,

Fratricida discordia evitemos,

Diez mil tumbas recuerdan su horror!

Tempestades el Cielo fulmina,

maldiciones desciendan sobre él,

Y los libres adoren triunfante

de las leyes el rico joyel.
IX
De laureles ornada brillando

La Amazona soberbia del Sud,

En su escudo de bronce reflejan

Fortaleza, justicia y virtud.

Ni enemigos le humillan la frente,

Ni opresores le imponen el pie:

Que en angustias selló su constancia

Y en bautismo de sangre su fe.
X
Festejando la gloria, y el día

De la nueva República el Sol,

Con vislumbres de púrpura y oro,

Engalana su hermoso arrebol.

Del Olimpo la bóveda augusta

Resplandece, y un ser divinal

Con estrellas escribe en los cielos,

Dulce Patria, tu nombre inmortal.
XI
De las leyes el Numen juremos

Igualdad, patriotismo y unión,

Inmolando en sus aras divinas

Ciegos odios, y negra ambición.

Y hallarán los que fieros insulten

La grandeza del Pueblo Oriental,

Si enemigos, la lanza de Marte

Si tiranos, de Bruto el puñal.

## Antes este Himno
Orientales la Patria o la Tumba!

Libertad o con gloria morir!
Orientales la Patria o la Tumba!

Libertad o con gloria morir!
Es el voto que el alma pronuncia,

Y que heroicos sabremos cumplir!
Es el voto que el alma pronuncia,

Y que heroicos sabremos cumplir!
Que sabremos cumplir!
Es el voto que el alma pronuncia,

Y que heroicos sabremos cumplir!
Que sabremos cumplir!
Sabremos cumplir!

Sabremos cumplir!

Sabremos cumplir!
Libertad, libertad Orientales!

Este grito a la Patria salvó.

Que a sus bravos en fieras batallas

De entusiasmo sublime inflamó.
Libertad, libertad Orientales!

Este grito a la Patria salvó.

Que a sus bravos en fieras batallas

De entusiasmo sublime inflamó.
De este don sacrosanto la gloria

Merecimos: tiranos temblad!
Tiranos temblad!

Tiranos temblad!
Libertad en la lid clamaremos,

Y muriendo, también libertad!
Libertad en la lid clamaremos,

Y muriendo, también libertad!
Y muriendo, también libertad!
También libertad!

También libertad!
Orientales la Patria o la Tumba!

Libertad o con gloria morir!
Orientales la Patria o la Tumba!

Libertad o con gloria morir!
Es el voto que el alma pronuncia,

Y que heroicos sabremos cumplir!
Es el voto que el alma pronuncia,

Y que heroicos sabremos cumplir!
Que sabremos cumplir!
Es el voto que el alma pronuncia,

Y que heroicos sabremos cumplir!
Que sabremos cumplir!
Sabremos cumplir!

Sabremos cumplir!

Sabremos cumplir!

## Enlaces externos
- Partitura del Himno Nacional del Uruguay
- Himno Nacional de Uruguay Lưu trữ ngày 19 tháng 10 năm 2011 tại Wayback Machine (instrumental)
- Himno Nacional de Uruguay Lưu trữ ngày 4 tháng 2 năm 2007 tại Wayback Machine (instrumental)
- Decreto sobre los símbolos nacionales Lưu trữ ngày 11 tháng 1 năm 2006 tại Wayback Machine
- Partitura Himno Nacional de Uruguay Lưu trữ ngày 30 tháng 3 năm 2010 tại Wayback Machine
- Informacion sobre el Himno Nacional de Uruguay
- Fichero MIDI Lưu trữ ngày 5 tháng 10 năm 2010 tại Wayback Machine